# Piaski (Bydgoszcz)

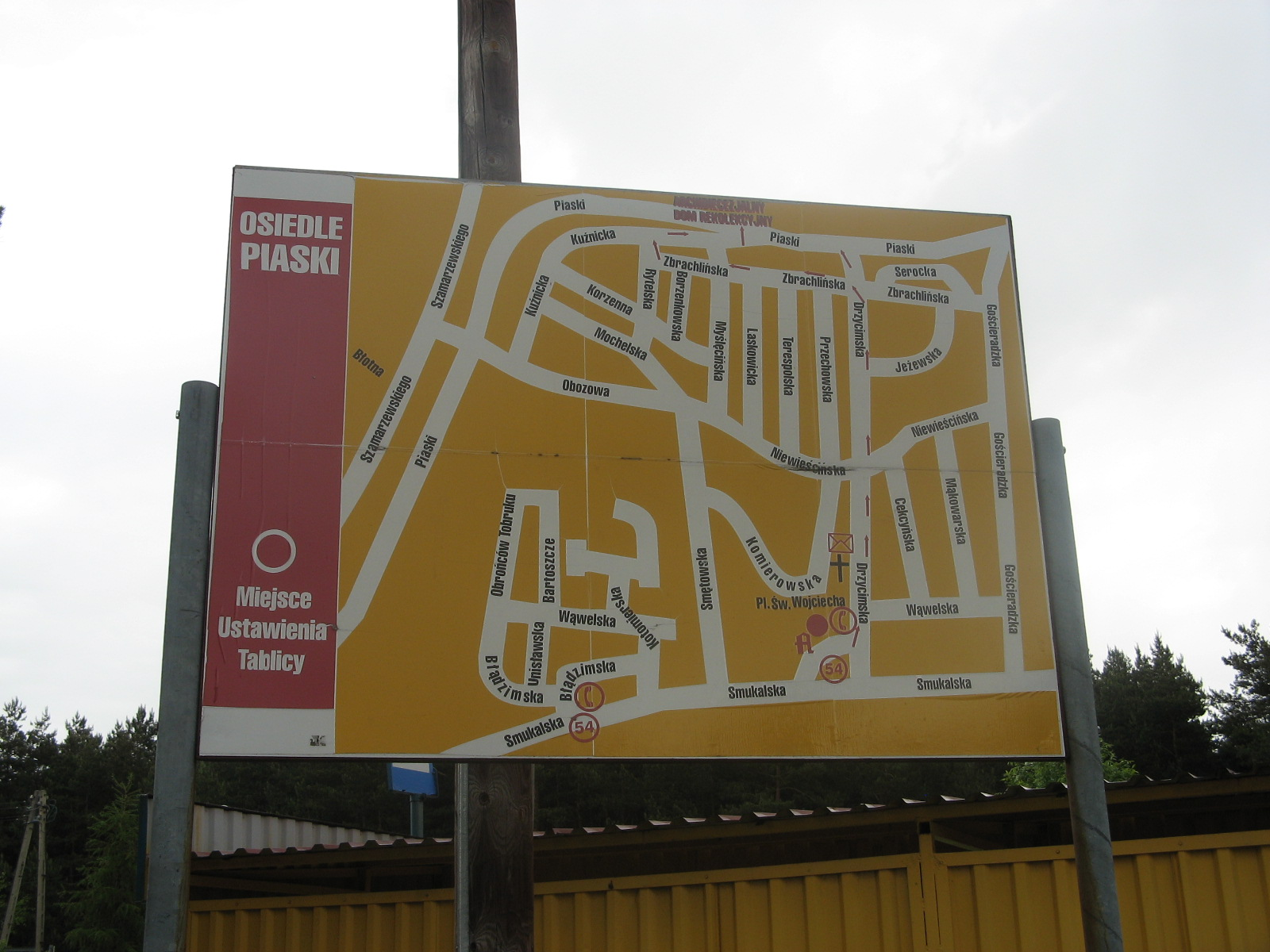
Tablica z planem osiedla Piaski w Bydgoszczy

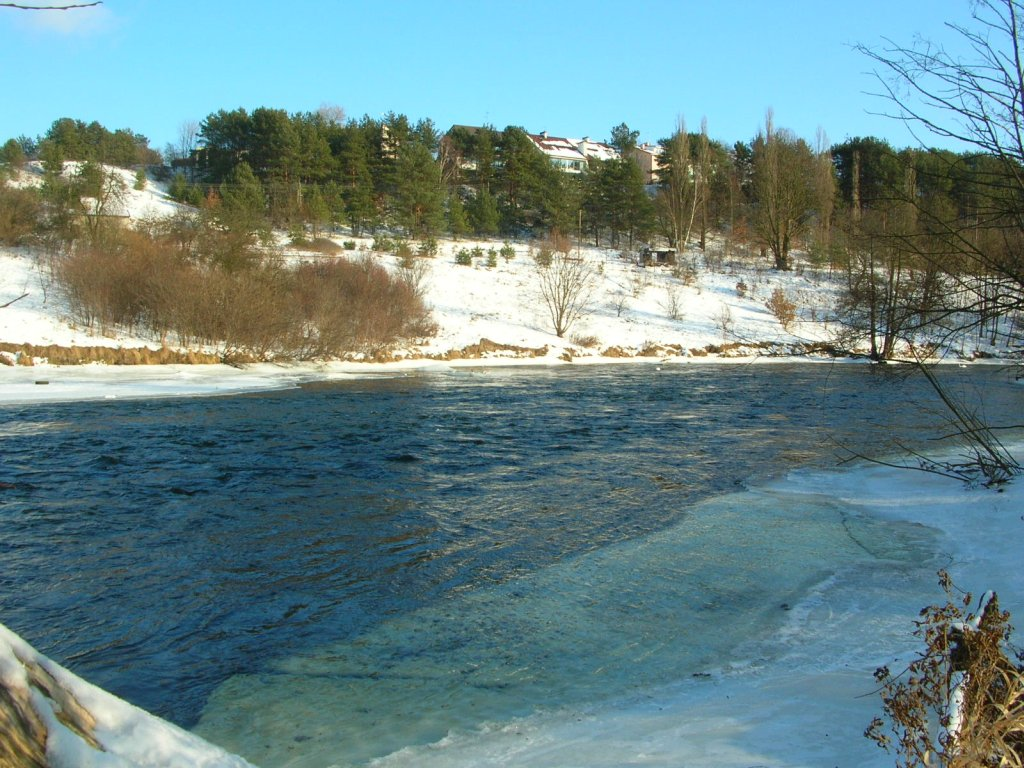
Osiedle Piaski od strony Brdy

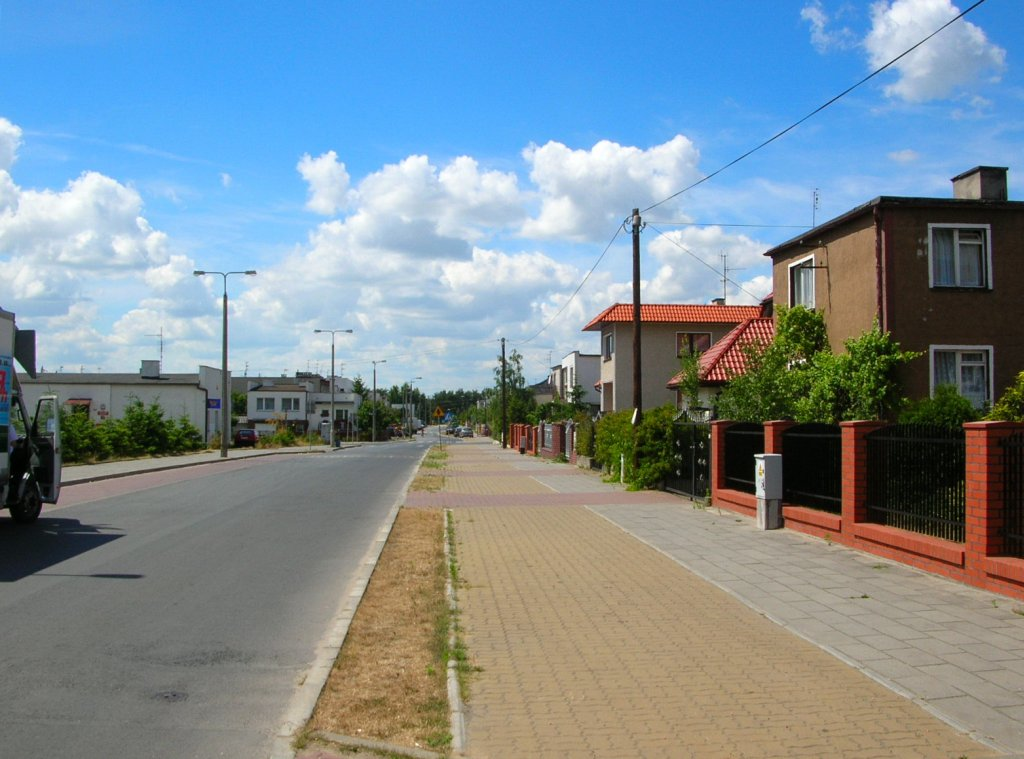
Jedna z ulic

Piaski – osiedle w granicach miasta Bydgoszczy, w jego północnej części.
Osiedle Piaski jest jednym z młodszych osiedli domków jednorodzinnych w Bydgoszczy. Sąsiaduje z kompleksem lasów sosnowych, przez które prowadzi znakowany czarno szlak pieszy umożliwiający bezpośrednie połączenie z rejonem Leśnego Parku Kultury i Wypoczynku.

## Położenie
Jednostka urbanistyczna Piaski usytuowana jest w północno-zachodniej części miasta między osiedlami: Opławiec i Czyżkówko na zachodzie, Smukała na północy i Jachcice na wschodzie i południu. Granicę zachodnią stanowi Brda, zaś wschodnią ul. Smukalska.
Pod względem fizyczno-geograficznym osiedle przedzielone jest granicą makroregionów: Pojezierza Południowopomorskiego i Pradoliny Toruńsko-Eberswaldzkiej. Stanowi ją ok. 30-metrowe zbocze doliny Brdy i pradoliny Wisły, której kontynuacją w kierunku wschodnim jest Zbocze Fordońskie sięgające Doliny Dolnej Wisły.
Część północna jednostki należy do mezoregionu Dolina Brdy i mikroregionów: Dolina Sandrowa Brdy (taras wysoki 75 m n.p.m.) i Dolina Smukalska (taras niski), zaś niższa część zachodnia i południowa do mezoregionu Kotlina Toruńska i mikroregionu Dolina Miejska Brdy. W części południowej, w pobliżu Brdy przy ul. Błotnej znajdują się jeziorka, które stanowią odcięte w połowie XIX wieku fragmenty dawnego meandru Brdy.

## Charakterystyka
W granicach jednostki urbanistycznej Piaski, na wysokim tarasie znajduje się zwarte osiedle mieszkaniowe, które od północy i wschodu graniczy z lasem sosnowym, od zachodu ze zboczem doliny Brdy, a od południa jego granicą jest 30-metrowa skarpa pradoliny. Osiedle jest otoczone terenami leśnymi, atrakcyjnymi przyrodniczo i krajobrazowo. Nie ma tutaj hałasu, przemysłu, ani nadmiernego ruchu pojazdów. Niedaleko znajduje się Leśny Park Kultury i Wypoczynku. Ze skarp rozpościerają się rozległe widoki na środkową i zachodnią część Bydgoszczy. Widać Osową Górę, Czyżkówko, Jachcice oraz dzielnice południowego tarasu. Do doliny Brdy prowadzą schody wkomponowane w zbocze. Nad rzeką znajduje się kilka „dzikich” plaż. Na tym odcinku Brda zachowuje charakter rzeki naturalnej, o rwącym nurcie i czystej, przejrzystej wodzie.
Ul. Smukalska łącząca osiedle z centrum miasta posiada alternatywę w postaci utwardzonej drogi gruntowej przez las, która prowadzi do obwodnicy parkowej Myślęcinka. W rejonie osiedla wytyczono ścieżki rowerowe, które mają umożliwić mieszkańcom bezpieczną jazdę w jego obrębie.
Na osiedlu znajdują się trzy ośrodki związane ze sferą religijną:
- Parafia Świętej Rodziny (1984) – ul. Drzycimska 7, kościół od 1986 r.;
- Archidiecezjalny Dom Rekolekcyjny dla kapłanów diecezji bydgoskiej;
- Sanktuarium szensztackie Matki Bożej Trzykroć Przedziwnej – ul. Piaski 65 (zbud. 2000-2001) Przy sanktuarium rezydują Siostry Szensztackie (par. św. Rodziny).

### Nazwa
Nazwa osiedla nawiązuje do piaszczystego gruntu, na którym jest położona najbardziej atrakcyjna osadniczo wysoka część osiedla.

### Ludność
W 1970 r. Piaski zamieszkiwało 400 osób, 20 lat później – 1,6 tys.. Liczba mieszkańców osiedla sukcesywnie wzrasta wskutek oddawania do użytku zespołów zabudowy jednorodzinnej. W 2002 r. Piaski zamieszkiwało 2,2 tys. osób, a w 2010 r. 2,4 tys..

### Rekreacja
Na terenie Piasków znajduje się ok. 4 ha terenów zieleni urządzonej i 113 ha zieleni nieurządzonej (46% powierzchni całej jednostki urbanistycznej). Głównym obszarem rekreacyjnym są lasy o urozmaiconej rzeźbie terenu, otaczające osiedle od północy i wschodu oraz zieleń przybrzeżna Brdy.
W 2011 r. na terenie osiedla znajdowały się następujące obiekty sportowe i rekreacyjne:
- boisko wielofunkcyjne – ul. Mochelska
- plac zabaw – ul. Mochelska

Osiedle posiada ścieżki rowerowe biegnące wzdłuż ul. Niewieścińskiej, Drzycimskiej i Smętowskiej. Studium transportowe Bydgoszczy przewiduje realizację m.in. dróg rowerowych wzdłuż ulicy Smukalskiej oraz Szamarzewskiego.
Rozwój terenów zieleni zawarty w planach urbanistycznych Bydgoszczy zmierza do powołania parku dzielnicowego w rejonie ulic: Obozowej i Mochelskiej, obejmującego istniejące tereny sportowe, stadion w budowie oraz zieleń krajobrazową.

## Historia
Osiedle Piaski nie posiada bogatych tradycji historycznych. Z mapy okolic Bydgoszczy Schulza z 1857 r. wynika, że w połowie XIX w. teren na wysokim tarasie Brdy nie był zasiedlony, natomiast u podnóża zbocza doliny Brdy istniała kolonia Jachcice, złożona z kilkunastu domostw. Cały obszar obecnej jednostki urbanistycznej Piaski został włączony do miasta Bydgoszczy w kwietniu 1920 r. Znajdował się on wówczas w obrębie gminy Jachcice, którą w całości wcielono do Bydgoszczy. W latach 1920–1954 był to słabo zurbanizowany, najbardziej wysunięty na północ fragment miasta.
Rozwój budownictwa mieszkaniowego na tym terenie datuje się od lat 60. XX w., jednak największe nasilenie zabudowy nastąpiło w latach 80. i 90. Wznoszono tutaj generalnie domy jednorodzinne finansowane ze środków własnych ludności. W 2010 r. na Piaskach nadal znajdowały się wolne tereny pod budownictwo mieszkaniowe, w tym atrakcyjne krajobrazowo, położone w pobliżu krawędzi teras doliny Brdy.

## Sanktuarium Matki Bożej Trzykroć Przedziwnej
Wzniesione jako dar Roku Jubileuszowego 2000 w spokojnym leśnym zakątku na krawędzi doliny Brdy na osiedlu Piaski. Stanowi niewielki kościółek z przytulnym wnętrzem i obrazem MB, otwarty cały dzień. We wnętrzu znajduje się barokowy ołtarz z obrazem Matki Bożej, figury Apostołów Piotra i Pawła oraz figura św. Michała Archanioła. Sanktuaria MTA są budowane na wzór kaplicy w Schönstatt (Vallendar k. Koblencji), w której miało miejsce założenie Ruchu Szensztackiego.
Matka Boża przedstawiana na obrazie w sanktuarium szensztackim czczona jest pod tytułem: Matka Boża Trzykroć Przedziwna (łac. Mater Ter Admirabilis) jako Matka i Wychowawczyni nowego człowieka i nowej wspólnoty według nauki Ewangelii. Według wiernych, jej szczególne działanie z tego miejsca ma polegać na wypraszaniu pielgrzymom: łaski zadomowienia, łaski wewnętrznej przemiany, łaski skutecznego apostolstwa.

## Rada Osiedla
Jednostka urbanistyczna Piaski posiada własną Radę Osiedla, której siedziba znajduje się przy ul. Drzycimskiej 7

## Ulice na Piaskach
- Baśniowa
- Bartoszcze
- Błądzimska
- Borzenkowska
- Cekcyńska
- Drzycimska
- Gościeradzka (planowane utwardzenie)[9]
- Jeżewska
- Komierowska
- Kotomierska
- Korzenna
- Kuźnicka
- Laskowicka (w 2019 utwardzona ażurowymi płytami betonowymi)
- Mąkowarska
- Mochelska
- Myślęcińska
- Niewieścińska
- Obozowa
- Obrońców Tobruku
- Piaski (przewidziane utwardzenie w l. 2018-2019)[10][11].
- Przechowska
- Rytelska
- Serocka
- Smętowska
- Szamarzewskiego
- Terespolska
- Unisławska
- Wąwelska
- Wudzyńska
- Zbrachlińska

## Galeria

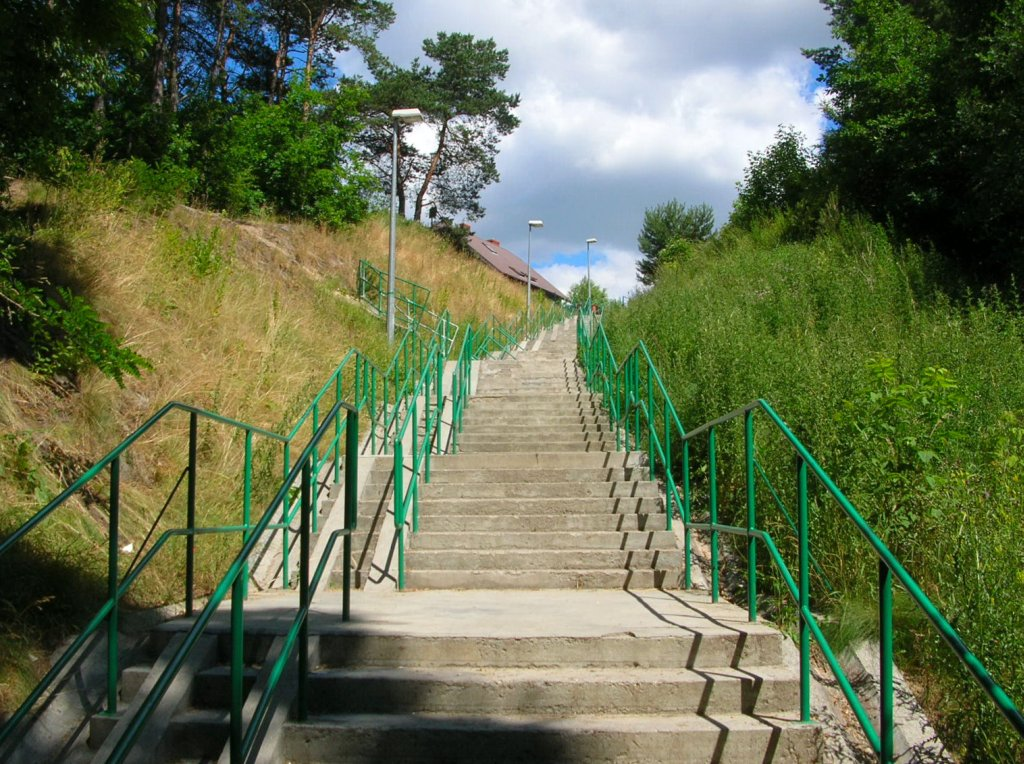
Schody wiodące do doliny Brdy
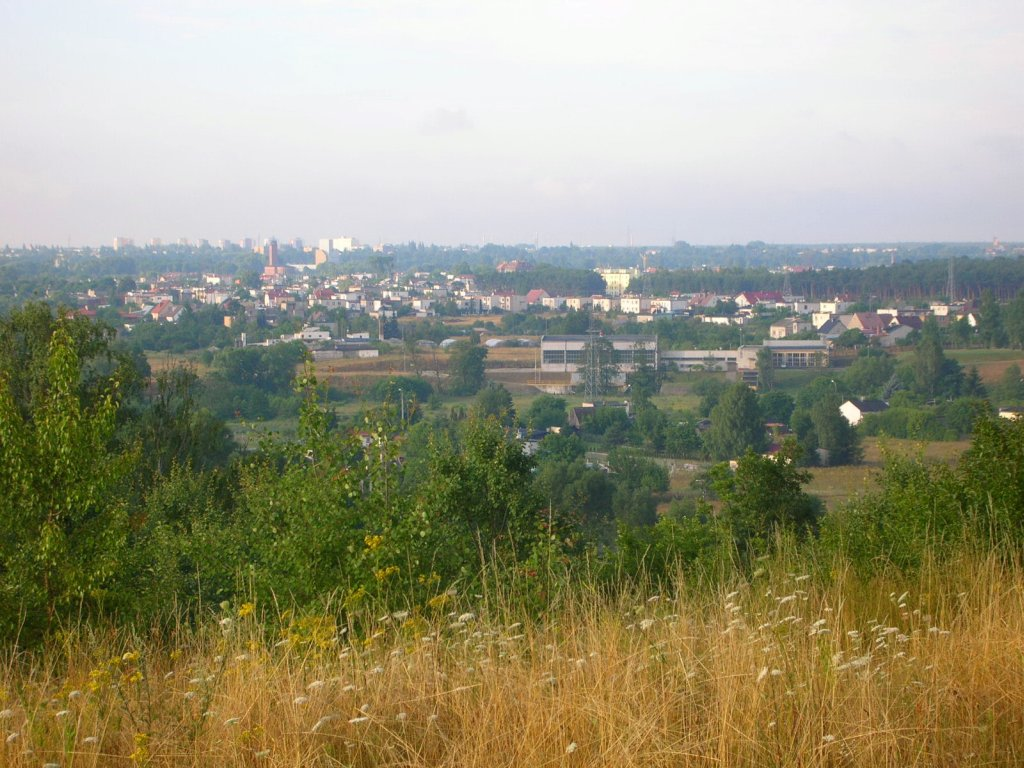
Widok ze zbocza na południe
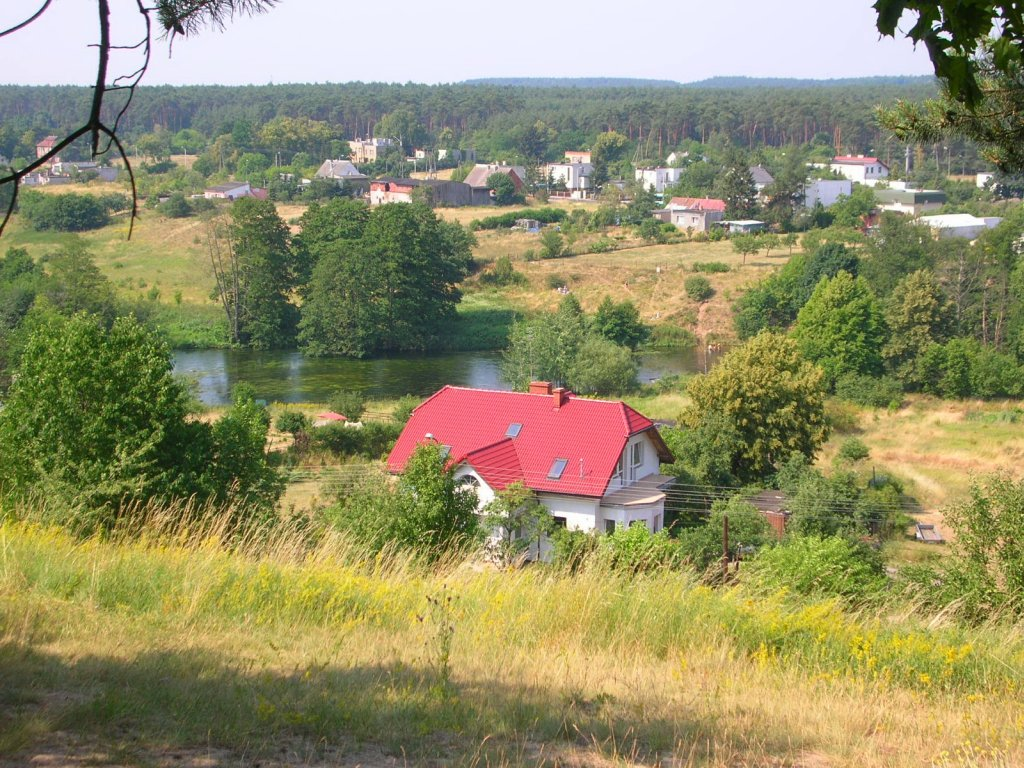
Widok z krawędzi doliny Brdy
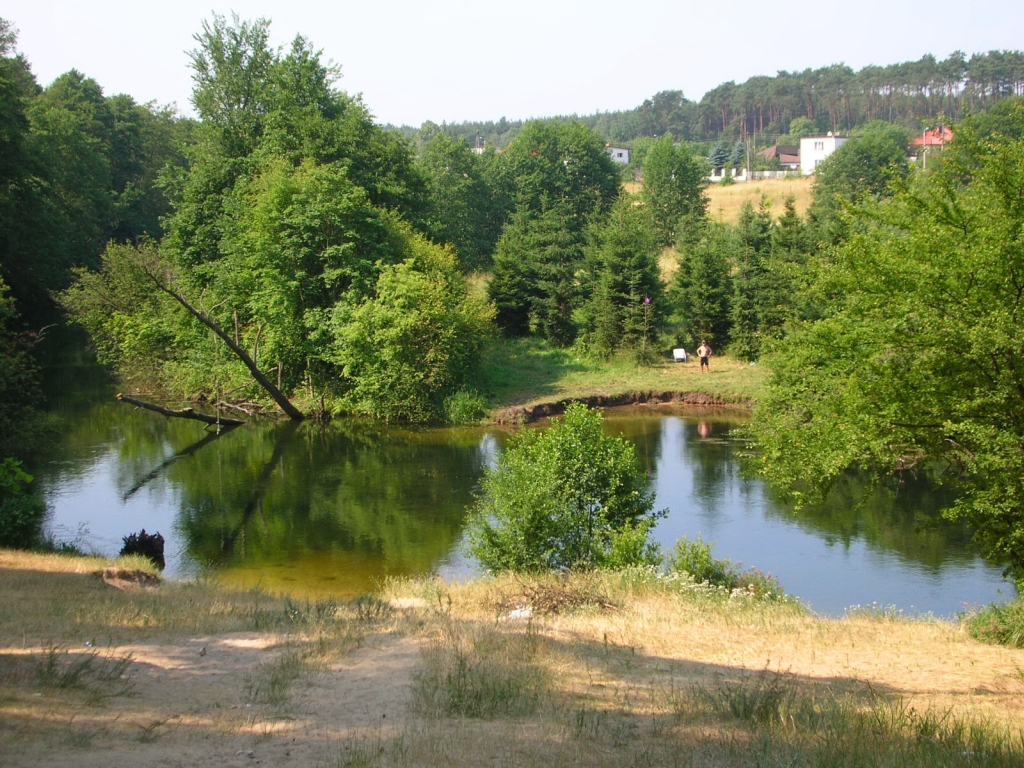
Brda oddzielająca Piaski od Opławca
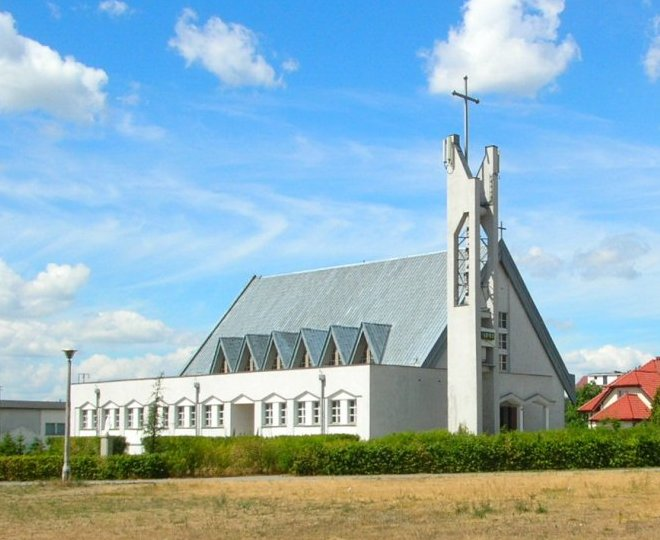
Kościół Świętej Rodziny
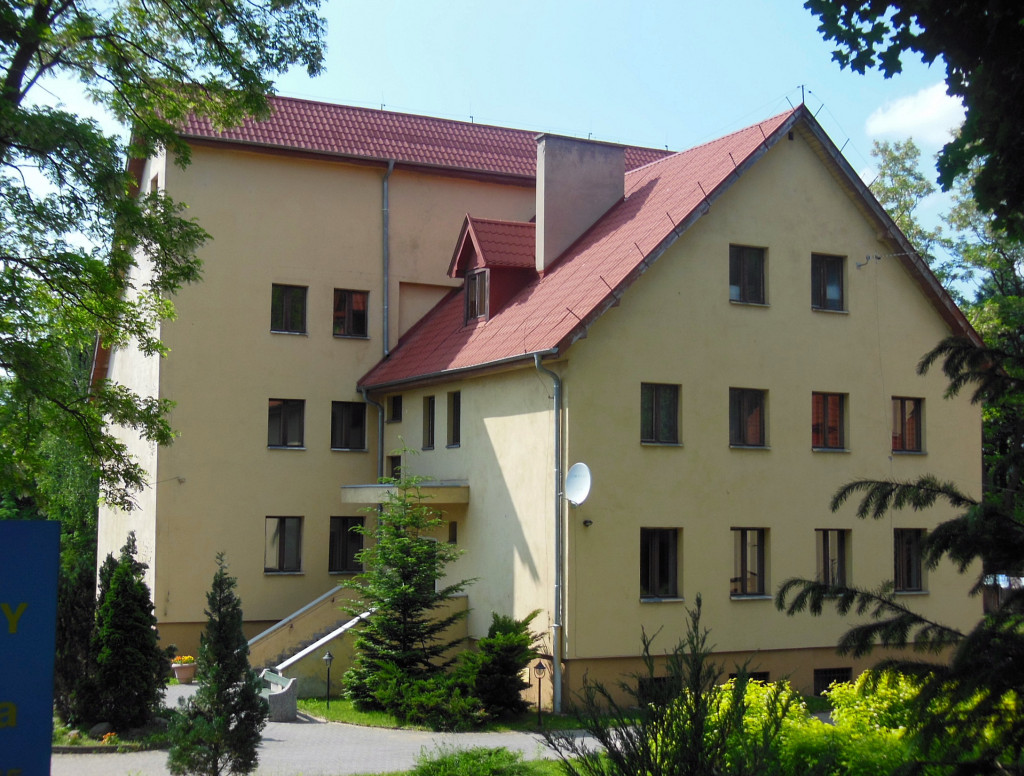
Dom rekolekcyjny diecezji bydgoskiej na Piaskach
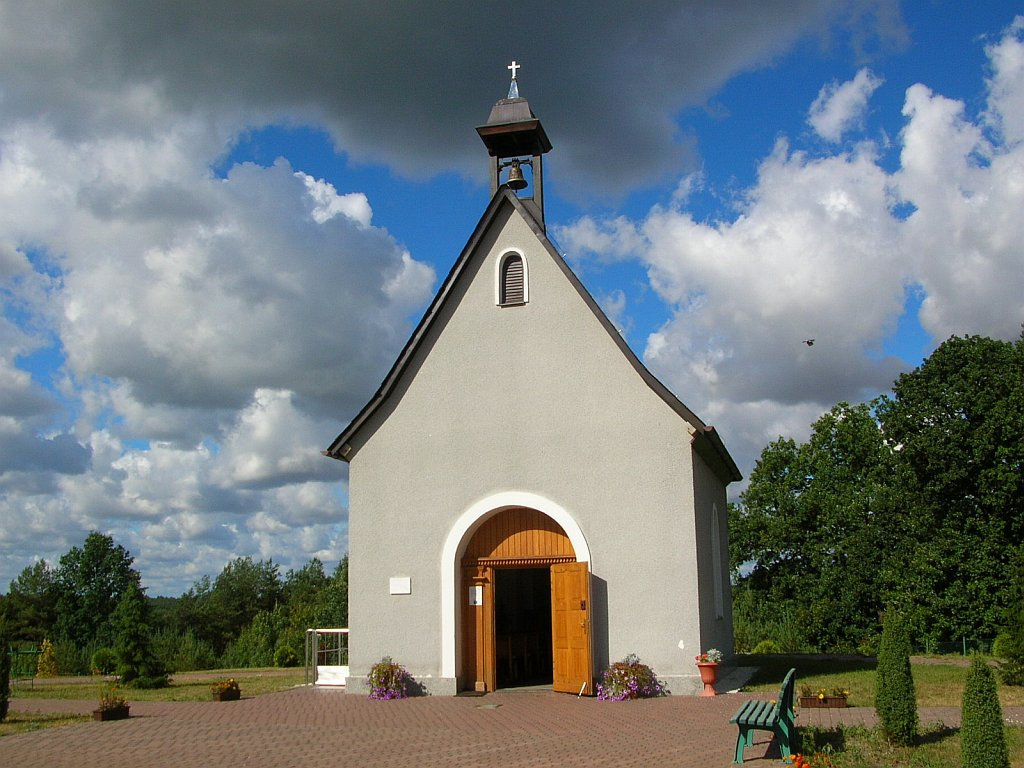
Sanktuarium Matki Bożej Trzykroć Przedziwnej